# Манкурт
Манку́рт — согласно роману Чингиза Айтматова «Буранный полустанок» («И дольше века длится день»), взятый в плен человек, превращённый в бездушное рабское создание, полностью подчинённое хозяину и не помнящее ничего из предыдущей жизни.
В переносном смысле слово «манкурт» употребляется для обозначения человека, «потерявшего связь со своими историческими, национальными корнями, забывшего о своём родстве». В этом значении слово «манкурт» стало нарицательным. В русском языке появились неологизмы «манкуртизм», «манкуртизация», «деманкуртизация».

## Этимология
Слово, по указаниям лингвистов, возможно, сконструировано Чингизом Айтматовым на основе местных корней.
Если сделать экскурс в историю, то слово манкурт, возможно, восходит к древнетюркскому munqul «неразумный, глупый, лишённый рассудка». В современном киргизском языке встречается слово munju в значении «калека» (без руки или рук, без ноги или ног), то есть изувеченный человек. В монгольском языке находим форму мангуу, фиксируемую в двух значениях: 1) тупой, глупый, слабоумный, 2) идиот, от которого образуется глагол мангуурах — «становиться глупым, тупым».
Но данная лексема может толковаться с различными смысловыми оттенками. Возможно, слово манкурт могло образоваться и путём слияния двух древнетюркских корней man — «надевать пояс, опоясываться» и qurut — «высушенный», то есть человек, на голову которого надевается пояс и высушивается.
В казахском языке есть глаголы «мәңгу» — «растеряться, лишиться самообладания, сойти с ума», «мәңгіру» — «быть в беспамятстве; быть в забытьи» и существительное «мәңгүрт» со значением «полоумный, безумный, потерявший память». Впервые в современной письменной литературе точно такой же способ превращения человека в мангурта, как в романе Ч. Айтматова, описан в повести казахского писателя Абиша Кекилбаева «Кюй» (на языке оригинала издано в 1968 году в сборнике писателя «Дала балладалары», в переводе на русский язык «Баллады степей» в 1975 году). В повести описывается эпизод казахско-туркменских войн за Мангышлак, туркмены превращают в мангуртов шестерых казахских пленников.

## По Айтматову
Согласно Айтматову, предназначенному в рабство пленнику жуаньжуаны обривали голову и надевали на неё шири — кусок шкуры с выйной (шейной) части только что убитого верблюда. После этого ему связывали руки и ноги и надевали на шею колодку, чтобы он не мог коснуться головой земли, и оставляли в пустыне на несколько дней. На палящем солнце шири съёживалась, сдавливая голову, собственные волосы продолжали расти и врастали в кожу, причиняя невыносимые страдания, усиливаемые жаждой.
Через какое-то время жертва либо гибла, либо теряла память о прошедшей жизни и становилась идеальным рабом, лишённым собственной воли и безгранично покорным хозяину. Рабы-манкурты ценились гораздо выше обычных.
В романе рассказывается о том, как молодого кочевника Жоламана, сына Доненбая, попавшего в плен к жуаньжуанам, сделали манкуртом. Его мать Найман-Ана долго искала сына, но, когда она нашла его, он её не узнал. Более того, он убил её по приказу своих хозяев.
В тексте Айтматов даёт подробное определение образа:

Манкурт не знал, кто он, откуда родом-племенем, не ведал своего имени, не помнил детства, отца и матери — одним словом, манкурт не осознавал себя человеческим существом. Лишённый понимания собственного «Я», манкурт с хозяйственной точки зрения обладал целым рядом преимуществ. Он был равнозначен бессловесной твари и потому абсолютно покорен и безопасен. Он никогда не помышлял о бегстве. Для любого рабовладельца самое страшное — восстание раба. Каждый раб потенциально мятежник. Манкурт был единственным в своём роде исключением — ему в корне чужды были побуждения к бунту, неповиновению. Он не ведал таких страстей. И поэтому не было необходимости стеречь его, держать охрану и тем более подозревать в тайных замыслах. Манкурт, как собака, признавал только своих хозяев. С другими он не вступал в общение. Все его помыслы сводились к утолению чрева. Других забот он не знал. Зато порученное дело исполнял слепо, усердно, неуклонно. Манкуртов обычно заставляли делать наиболее грязную, тяжкую работу или же приставляли их к самым нудным, тягостным занятиям, требующим тупого терпения. Только манкурт мог выдерживать в одиночестве бесконечную глушь и безлюдье сарозеков, находясь неотлучно при отгонном верблюжьем стаде. Он один на таком удалении заменял множество работников. Надо было всего-то снабжать его пищей — и тогда он бессменно пребывал при деле зимой и летом, не тяготясь одичанием и не сетуя на лишения. Повеление хозяина для манкурта было превыше всего. Для себя же, кроме еды и обносков, чтобы только не замерзнуть в степи, он ничего не требовал…
— Чингиз Айтматов. «Буранный полустанок» (И дольше века длится день). — М., 1981. — С. 106—107.
По указаниям исследователей, легенда имеет реальный фольклорный источник. Сам писатель в одном из интервью отмечает, что «в эпосе „Манас“, одном из величайших сказаний киргизской истории, сказании тысячелетней давности, энциклопедии духовной жизни моего народа, есть строки, в которых один угрожает другому в случае победы натянуть ему на голову шири — сыромятную верблюжью кожу — и этой страшной пыткой уничтожить его память, отнять прошлое. Кроме этих сведений, больше ничего ни в литературе, ни в фольклоре, не сохранилось».

## Употребление
По публикации в журнале «Наука и жизнь», это пример слова, введённого в русский литературный язык в недавнее время: манкурт — это человек, «который после мощного внешнего воздействия на свою психику забыл о своём прошлом и о прошлом своих предков, став одновременно покорным рабом своего хозяина. В последнее время это слово весьма широко употребляется, сохранив в своей содержательной части лишь информацию об утрате памяти о предках и потеряв важные части, сообщающие, что это, во-первых, произошло не само по себе, а в результате внешнего вмешательства и, во-вторых, это изменение превратило человека в раба своего хозяина».